# Federazione pallavolistica di Cipro
La Federazione cipriota di pallavolo (gre. Kypriaki Omospondia Petosfairisis, KOP) è un'organizzazione fondata nel 1978 per governare la pratica della pallavolo a Cipro.
Organizza il campionato maschile e femminile, e pone sotto la propria egida la nazionale maschile e femminile.
Ha aderito alla FIVB nel 1980.